# Stapelmeervoud
Een stapelmeervoud is een meervoudsvorm van een zelfstandig naamwoord die ontstaan is doordat de oorspronkelijke meervoudsvorm nogmaals voorzien werd van een meervoudsuitgang.

## Oorzaak
Een oorspronkelijke meervoudsvorm wordt door de taalgebruiker niet meer als een meervoud aangevoeld, bijvoorbeeld doordat de vorm uit een vreemde taal afkomstig is, sterke gelijkenis vertoont met een enkelvoud (zoals het geval was met de oorspronkelijke meervoudsvormen schoen en teen) of anderszins onregelmatig is met een ongebruikelijke meervoudsuitgang. De vakterm voor het proces, dat hieraan meestal ten grondslag ligt, is paradigmatische nivellering.

## Gelukte en mislukte nivellering
Bij de vorming van een stapelmeervoud doen zich twee situaties voor. Bij een zogenaamde gelukte nivellering wordt de oorspronkelijke meervoudsvorm opgevat als het enkelvoud, waardoor de meervoudsvorming volledig regelmatig wordt. Bij een mislukte nivellering is de enkelvoudsvorm onveranderd gebleven, maar heeft het meervoud er een extra uitgang bijgekregen. Dan is de nivellering mislukt omdat de meervoudsvorming nog steeds onregelmatig is.
|                     | regelmatig voorbeeld | gelukte nivellering | gelukte nivellering | mislukte nivellering | mislukte nivellering |
| voor de nivellering | regelmatig voorbeeld | na de nivellering   | voor de nivellering | na de nivellering    |                      |
| ------------------- | -------------------- | ------------------- | ------------------- | -------------------- | -------------------- |
| enkelvoud           | wand                 | schoe               | schoen              | kind                 | kind                 |
| meervoud            | wanden               | schoen              | schoenen            | kinder               | kinderen             |

## Voorbeelden
- Oorspronkelijk was schoen de meervoudsvorm van schoe. Schoen kreeg echter de betekenis van het enkelvoud, waardoor de (stapel)meervoudsvorm schoenen ontstond.
- Het Nederlands kende ooit, net als het Duits, een meervoudsvorm -er. Kinder en eier waren dus ooit meervoudsvormen. Toen de meervoudsvorm op -er, althans in het Hollandse dialect, en dientengevolge in het Standaardnederlands niet meer als meervoud ervaren werd, ontstond de (stapel)meervoudsvorm -eren: kinderen (in de gesproken taal soms ook kinders), eieren. In het Zeeuws heeft zich hetzelfde voorgedaan als in het Standaardnederlands (de overeenkomende Zeeuwse vormen zijn kinders en eiers), terwijl het Limburgs hier heel consequent bijvoorbeeld de vorm kènjer met een enkele meervoudsuitgang heeft.
- Het enkelvoudige biel heeft als meervoud biels, maar dit wordt ook als enkelvoud gebruikt, met meervoud bielsen/bielzen. (Vgl. rail).
- Een (boekweit)pannenkoekje heet in het Russisch een blin. Het Russische meervoud bliny (met de klemtoon op de y) wordt in het Nederlands als een enkelvoudsvorm ervaren en is inmiddels (in de spelling blini, met de klemtoon op de eerste i) als zodanig geaccepteerd door de Grote Van Dale. Dit Nederlandse enkelvoud heeft als meervoud blini's.

## Onjuiste (stapel)meervoudsvormen
- het woord rail (spoorstaaf), meervoud rails is uit het Engels afkomstig. Soms wordt de vorm rails niet als meervoud herkend en ontstaat het onjuiste railsen.
- Uit het Latijn afkomstige woorden op -um kunnen een meervoudsvorm hebben op -a: museum, musea, en medium, media. Doordat meervouden op -a in het Nederlands niet zo gangbaar zijn, wordt deze laatste vorm soms niet als meervoud ervaren en hoort men de foute stapelmeervoudsvormen musea's en media's.

Een levende taal ontwikkelt zich en verandert daardoor steeds. Stapelmeervoudsvormen die ooit onjuist waren, zijn nu correct.

## Opmerkingen
- De vorming van stapelmeervouden kan als een voorbeeld van metanalyse worden gezien.
- Het stapelmeervoud wordt door leken wel aangeduid als dubbel meervoud. Echter, dubbel meervoud is een vakterm voor een ander verschijnsel. Deze geeft aan dat een woord meerdere correcte meervoudsvormen heeft, bijvoorbeeld appels/appelen, artikels/artikelen, methodes/methoden en vaklui/vaklieden/vakmannen.